# アレックスキッドのミラクルワールド
『アレックスキッドのミラクルワールド』(ALEX KIDD IN MIRACLE WORLD)は、1986年11月1日にセガ・エンタープライゼス（後の株式会社セガ）が発売したセガ・マークIII（以下「マークIII」）用のソフト。

## 概要
セガのコンシューマーゲーム機用ソフトにおいて、1980年代に生み出されたキャラクターの中でも著名な一つとして認知されている「アレックスキッド」のデビュー作であり、代表作の一つである。
アレックスキッドはセガが当時テレビゲーム業界を席巻していた任天堂の『スーパーマリオブラザーズ』のように「売れるゲーム」を欲し、数あるトライアルの中から登場した（アレックスキッド自体に関する詳細は、当該の項目記事を参照）。
本作の企画設計に携わった林田浩太郎によると、本作は元々は漫画『ドラゴンボール』のゲーム化作品として開発がスタートしていたが、セガ本社がドラゴンボールの版権取得に失敗した為に、やむなくキャラクターデザインを全面的に変更してリリースに漕ぎ着けたという経緯があり、その為アレックスキッドはドラゴンボール最初期の少年編時代の孫悟空に類似した外見を持ち、同時期の悟空の必殺技であった「ジャン拳」でボスと戦うという設定がゲームデザインの中に名残りとして残される結果になったという。
また、SEGA AGESのスーパーバイザーである奥成洋輔は、林田が作品同士をリンクさせるのが好きだったのではないかとGAME Watchとのインタビューの中で推測しており、その例としてアレックスキッドが『不思議のお城ピットポット』の主人公・イグルと双子の兄弟であることや、同じく林田が携わった『ファンタシースター』（1987年）で本作について言及する場面を挙げている。

## ストーリー
侵略者「じゃんけん大王」に支配された世界を取り戻し、さらわれた双子の兄イグルを救うべく、「ブロッ拳」の持ち主であるアレックスキッドが立ち上がる。

## 登場人物
アレックスキッド
主人公。通称アレク。太陽石のメダルと地図を手に、じゃんけん大王へ戦いを挑む。
じゃんけん大王
ジャンバリク星皇帝で、パープリン、チョッキンナ、グースカといった部下を従えてラダクシャン侵略をたくらむ。
ぬらり仙人
アレクにブロッ拳を教えた人物。
イグル
アレクの双子の兄。前年に発売されたアクションパズルゲーム『不思議のお城ピットポット』の主人公。
ルーニー姫
イグルの婚約者。今度はじゃんけん大王にさらわれる。

## 移植
オリジナルプラットホームであるマークIII・マスターシステム版は、日本国内ではカートリッジとして発売された。
1990年、アメリカ・オーストラリア・ヨーロッパ向けに販売されていた「マスターシステムII」とオーストラリア・ヨーロッパ向けのマスターシステムでは、幾つかの改訂が施されたバージョンがゲーム機本体に内蔵されてリリースされた。
- 元のバージョンがボタン2で攻撃して1でジャンプするのに対し、改良版はそれが逆になっている[注 2]。
- ゲーム内でアレックスがおにぎりを食べる場面がハンバーガーに差し替えられている[注 3]。

韓国版マスターシステム「GUM BOY」には、タイトルロゴがハングル化されたローカライズ版が内蔵された。

### PlayStation 3 / Xbox 360版
2012年5月23日、PlayStation 3とXbox 360向けのダウンロード専売タイトル「セガエイジスオンライン」のラインナップの1つとして配信された。
PlayStation 3版はソフト単体で、Xbox 360版は別作『スーパーハングオン』『ザ・スーパー忍』とセットで「セガクラシックコレクション」の収録タイトルの1つとして販売されている。
ゲーム本編は忠実に再現されているが、「セガエイジスオンライン」の追加要素として以下の要素が実装されている。
- プレイ中のどこでもセーブできる「中断セーブ」
- 自分のプレイ情報を記録できる「リプレイモード」
- ゲーム中のBGMを自由に再生できる「ジュークボックス」
- タイムアタック（本編最終面など、プレイヤーのテクニカルな操作が求められるステージの早解き）や全ステージのお金回収を目指す「トライアルモード」

また、新たにトロフィー・実績にも対応している。
2023年2月7日をもって、Xbox 360向けストアでの『セガクラシックコレクション』の配信・販売の終了を予定している。

### Nintendo Switch版
※2021年にリリースされた『DX』版については後述。
日本国内では2019年2月21日、Nintendo Switchへの移植版が「SEGA AGES」シリーズの1つとしてダウンロード専売でリリースされた（以下「Switch版」）。「SEGA AGES」シリーズのコンセプトである「完全移植は大前提（本作では「オリジナルモード」として収録）、その上で更に楽しく遊ぶための付加価値要素」を多分に含んだものとなる。以下特筆のない場合は、この付加価値要素を加えた「AGESモード」について記載。
- オリジナル版は本来マークIIIの拡張機器「FMサウンドユニット」には非対応だったが、仮想的に対応。オプションでBGMをオリジナル版とFM音源版で切り替え出来る。
- オリジナル版の開発時に作曲されたが未使用であった（本作サウンドトラックCDに収録されたことはある）「スコパコサイクルのテーマ曲」を一部ステージで使用。
- 一部ステージ冒頭には、マークIIIのグラフィックタッチを再現したドットピクセルによる新規デモ画面（1カットの静止画）を挿入。
- 「ヘルパー機能」と名付けられた要素を実装。ゲーム中、任意で約5秒リワインド（プレイの巻き戻し）が可能となる。
- コンティニューの簡易化[注 6]。
- 第3のモード「チャレンジモード」を収録。これは「セガエイジスオンライン」にあった「トライアルモード」を名称変更・若干変更（後述）したもの。プレイヤーは予め指示された2つの試練「大空に挑戦」（プチコプターを操作するタイムアタック）、「じゃんけん大王に挑戦」（彼の城ステージを乗り物などの便利要素抜きでクリア）突破を目指す。

#### 開発エピソード
アーケード版スタッフのひとり（背景など、美術全般を担当）である小玉理恵子がSwitch版「SEGA AGES」シリーズ全体を統括する「リードプロデューサー兼ディレクター」に就任したこともあり、当初からラインナップ候補には選ばれていた。決めてになったのは前述したとおりユーロ圏を中心とした海外では往時のユーザー知名度・人気度が未だに高いことや、移植担当企業であるエムツー社の一部スタッフらが本作を推していたことなどによる。
「チャレンジモード」・「AGESモード」については同シリーズのスーパーバイザーである奥成洋輔（セガ所属）から「PS3とXbox 360版（の付加要素）を入れつつ、新しい追加要素も何かやりましょう」とエムツー社スタッフに提案し、上記のような仕様となった。旧「トライアルモード」の試練「お金持ちに挑戦」は全ステージクリアが前提という少々遊びづらい条件だったため除外された。
新規デモ画面に関してはカラーはセガ・マークIII準拠になり、当時の絵柄を再現しつつエムツー社のスタッフが愛情を込めて描いた。開発時はオリジナル版よりは少々「下手ウマ」「シニカル」なタッチになってしまった事もあったようだが、オリジナルスタッフの小玉による監修効果もあり、現在の絵柄に落ち着いた。エムツー社の代表取締役である堀井直樹によると「アレクはシニカルな絵師（が描くの）だとシニカルな絵になって可愛くない」とのことで、相応の努力があった。
FM音源アレンジはエムツー社のスタッフが元曲の良さと当時のセガ風を再現するように努めた。背景としては、Switch版と（ほぼ）同じスタッフが、その数年前に手掛けた「セガ3D復刻アーカイブス2」に収録したマスターシステム版「ファンタジーゾーン」のFM音源がアーケード版に近いアレンジで曲を鳴らしていたのに対し、「実機では実際に鳴らせない（再現できない）のでは？」という意見があった（実際には鳴る）ことから、今回は余りプレイヤーを困惑させない、当時のイメージに寄せたアレンジにしたとのこと。
なお実機（FM音源ユニット）の仕様ではFM音源をONにすると、SEはPSGでは鳴らなくなり、BGMはPSGを鳴らそうとするとノイズが入る様になってしまうため、その点はアーケード版とは少し変えている。

### 『LOST JUDGMENT 裁かれざる記憶』版
PS4・PS5・Xbox One・Xbox Series X/S用ソフトとしてセガが2021年9月24日にリリースした『LOST JUDGMENT 裁かれざる記憶』のゲーム本編に、マスターシステム本体が主人公の拠点に置かれる形で登場し、本作を含む全12作品（DLC含む）が実際に遊べる状態で実装されている。
PS3/Xbox 360版やSwitch版とは異なり追加要素は無く、マークIII版そのままに近い状態で移植されている。

## Alex Kidd in Miracle World DX
『Alex Kidd in Miracle World DX 』(アレックスキッドのミラクルワールド DX) は、セガからIPライセンスを取得してMerge Gamesの「Jankenteam」が開発したコンピュータゲーム。日本時間2021年6月23日にPC（Steamプラットフォーム用）ソフトとして配信を開始した。このほか家庭用ゲーム機に、香港に拠点を置くパブリッシャー・Game Source Entertainment（GSE）が発売を担当し、日本では2021年8月26日にPlayStation 4・PlayStation 5およびNintendo Switch用ソフトとしてリリース（ダウンロード専売）。
ゲームデザインやシステムは概ね原典を踏襲しており移植的側面もあるが、ゲームグラフィックの描画ディテールは現世代ゲーム機に寄せた形にリファインしている。ただし原典に出来るだけ近しくドットピクセルグラフィックで描画した「クラシックモード」も実装されており、プレイヤーはゲーム中にボタンを押すだけで、両方のグラフィックモードを任意に切り替えることができる。（「クラシックモード」も16：9画面に再構成されている）キャラクターデザインも原典とは異なる絵がデフォルトで使われるが、「クラシックモード」では原典とおりのドットピクセルキャラとなる。
ゲームミュージックについては販売元によれば原典からリマスターされたトラックと「幅広い最新ミュージック」（販売元の本作紹介ページより）を搭載しているとのこと。
このほか原典とは異なる重要ポイントについては下記の通り。
- ゲーム内でアレックスがおにぎりを食べる場面は、海外版や「SEGA AGES」版に存在した「ハンバーガー」のほか、「スペインオムレツ」と「フィッシュアンドチップス」が追加。選択が可能。
- コンティニュー制を廃止し、初期状態でアレックスが保持している3つのライフを全て失った時点でゲームオーバーとなる。ただしゲームステージ内にはライフを増やすアイテムが存在するほか、オプションで「ライフ無限」という項目を選択すれば半無敵プレイが可能。
- 本編とは独立した「ボスラッシュモード」を実装。ボスキャラとの対戦だけをプレイすることができる。